# Pawpawsaurus
Pawpawsaurus là một chi khủng long, được Lee Y. N. mô tả khoa học năm 1996.